# Villacarrillo
Villacarrillo é um município da Espanha na província de Jaén, comunidade autónoma da Andaluzia, de área 239 km² com população de 11117 habitantes (2007) e densidade populacional de 46,29 hab/km².

## Demografia
| Variação demográfica do município entre 1991 e 2004 | Variação demográfica do município entre 1991 e 2004 | Variação demográfica do município entre 1991 e 2004 | Variação demográfica do município entre 1991 e 2004 |
| --------------------------------------------------- | --------------------------------------------------- | --------------------------------------------------- | --------------------------------------------------- |
| 1991                                                | 1996                                                | 2001                                                | 2004                                                |
| 11672                                               | 11107                                               | 11021                                               | 11081                                               |